# باتريسيا لويس
باتريسيا لويس (بالإنجليزية: Patricia Lewis)‏ هي فيزيائية نيوزيلندية، ولدت في أبريل 1957.